# Nati nel 1553
| Questa pagina contiene informazioni ricavate automaticamente dalle voci biografiche con l'ausilio del template Bio e di un bot. L'aggiornamento è periodico e automatico e ricostruisce completamente la pagina. Se manca una persona in questa lista, sei pregato di non aggiungerla, ma accertati piuttosto che la sua voce biografica contenga il template Bio e che i dati anagrafici siano correttamente compilati. Se il template Bio manca, inseriscilo tu stesso o, in alternativa, metti l'avviso {{tmp\|Bio}} che ne segnala la mancanza. Se i dati riportati sono sbagliati, correggi direttamente la voce biografica; le modifiche saranno visibili in questa lista entro pochi giorni. Per chiarimenti vedi il progetto biografie. La lista contiene solo le 70 persone che sono citate nell'enciclopedia e per le quali è stato implementato correttamente il template Bio. Pagina aggiornata al 31 ago 2024. |

## Gennaio(1)
- 20 gennaio - Bernardino de Cárdenas y Portugal, diplomatico spagnolo († 1601)

## Febbraio(2)
- 4 febbraio - Mōri Terumoto, militare giapponese († 1625)
- 8 febbraio - Marija Fëdorovna Nagaja,  russa

## Marzo(3)
- 4 marzo - Giovanni Battista Bassano, pittore italiano († 1613)
- 19 marzo - Anna de' Medici, nobile italiana († 1553)
- 29 marzo - Vikentios Kornaros, poeta greco

## Aprile(7)
- 1º aprile - Celso Cittadini, grammatico e filologo italiano († 1627)
- 10 aprile - Niccolò Orlandini, gesuita, storico e umanista italiano († 1606)
- 13 aprile - Maddalena Campiglia, poetessa italiana († 1595)
- 23 aprile - Giorgio Centurione, doge († 1629)
- 29 aprile - Alberto Federico di Prussia, nobile prussiano († 1618)
- 29 aprile - Hakim Mirza, principe indiano († 1585)
- 30 aprile - Luisa di Lorena-Vaudémont, regina († 1601)

## Maggio(1)
- 14 maggio - Margherita di Valois, regina francese († 1615)

## Giugno(3)
- 5 giugno - Bernardino Baldi, matematico e poeta italiano († 1617)
- 6 giugno - Ettore Thesorieri, notaio italiano († 1638)
- 15 giugno - Ernesto d'Austria, nobile austriaco († 1595)

## Luglio(3)
- 15 luglio - Johann Schweikhard von Kronberg, nobile e arcivescovo cattolico tedesco († 1626)
- 23 luglio - Francesca Turini Bufalini, poetessa italiana († 1641)
- 25 luglio - Paolo Gualdo, prete e letterato italiano († 1621)

## Settembre(1)
- 26 settembre - Nicolò Contarini, doge († 1631)

## Ottobre(4)
- 3 ottobre - Antonius Walaeus, predicatore e teologo olandese († 1639)
- 8 ottobre - Jacques-Auguste de Thou, magistrato, storico e scrittore francese († 1617)
- 18 ottobre - Antonio Maria Gallo, cardinale e vescovo cattolico italiano († 1620)
- 18 ottobre - Luca Marenzio, compositore, cantore e liutista italiano († 1599)

## Novembre(5)
- 2 novembre - Maddalena di Jülich-Kleve-Berg, principessa († 1633)
- 12 novembre - Simone Moschino, scultore e architetto italiano († 1610)
- 16 novembre - Cornelio Frangipane il Giovane, giurista, astrologo e poeta italiano († 1643)
- 21 novembre - Filippo Luigi I di Hanau-Münzenberg,  tedesco († 1580)
- 23 novembre - Prospero Alpini, medico e botanico italiano († 1616)

## Dicembre(1)
- 13 dicembre - Enrico IV di Francia, re († 1610)

## Senza giorno specificato(39)
- Cherubino Alberti, pittore e incisore italiano († 1615)
- Amago Katsuhisa, militare giapponese († 1578)
- Pietro Campori, cardinale e vescovo cattolico italiano († 1643)
- Andronico Cantacuzino, banchiere e diplomatico greco († 1601)
- Cristoforo Diana, pittore italiano († 1636)
- Johannes Eccard, compositore tedesco († 1611)
- Ambrogio Figino, pittore italiano († 1608)
- Agostino Galamini, cardinale e vescovo cattolico italiano († 1639)
- Achille Ginnasi, presbitero italiano († 1594)
- Giovanni Pietro Gnocchi, pittore italiano († 1609)
- Giordano Gonzaga, nobile († 1614)
- Niccolò Granello, pittore italiano († 1593)
- Grazio Maria Grazi, scrittore italiano
- Hirate Hirohide, militare giapponese († 1572)
- Hori Hidemasa, militare giapponese († 1590)
- Bernardino Malpizzi, pittore italiano († 1623)
- Serafino Malpizzi, pittore e incisore italiano († 1623)
- Pedro Manrique de Lara, arcivescovo cattolico e teologo spagnolo († 1615)
- Beatrice Michiel, nobildonna italiana († 1613)
- Anthony Munday, drammaturgo e poeta inglese († 1633)
- Giulio Negrone, gesuita e scrittore italiano († 1625)
- Juan Pantoja de la Cruz, pittore spagnolo († 1608)
- Tiburzio Passarotti, pittore italiano († 1612)
- Giangiacomo Pigari, poeta, scrittore e giurista italiano
- Juan Alonso Pimentel de Herrera, nobile spagnolo († 1621)
- Francisco Gómez de Sandoval y Rojas, politico e cardinale spagnolo († 1625)
- Giulio Sirenio, filosofo, teologo e religioso italiano († 1593)
- Ridolfo Sirigatti, scultore e pittore italiano († 1608)
- Smeraldo Smeraldi, ingegnere e cartografo italiano († 1634)
- Scipione Tolomei, letterato e scrittore italiano († 1630)
- Luca Valerio, matematico italiano († 1618)
- Hieronymus Wierix, incisore e disegnatore fiammingo († 1619)
- Aloisia de Luna, nobildonna italiana († 1620)
- César de Notre-Dame, scrittore e pittore francese († 1629)
- Pierre de Lancre, magistrato francese († 1631)
- Giuseppe de Rubeis, arcivescovo cattolico italiano († 1610)
- Maria di Clèves, nobile francese († 1574)
- Leonora Álvarez de Toledo, nobildonna spagnola († 1576)
- Ōkubo Tadachika, militare giapponese († 1628)